# Håkon Sigurdsson
Håkon II Sigurdsson Jarl también Haakon Jarl (en nórdico antiguo Hákon Sigurðsson, en noruego Håkon Sigurdsson), a veces llamado Haakon el Grande y Blót-Haakon (937-995), era hijo de Sigurd Håkonsson, jarl de Lade, en Trondheim y Trøndelag, Noruega, y de su consorte Bergljot Thorirsdatter (n. 914), hija del jarl de Møre Thorir Rögnvaldarson. Adán de Bremen escribió que era «del linaje de Ivar (posiblemente de Ivar el Deshuesado) y descendía de una estirpe de gigantes». En las sagas Håkon afirmaba descender del linaje divino de Sæming (hijo legendario de Odín).
Håkon se convirtió en jarl después de que su padre fuera asesinado por los hombres del rey Harald II de Noruega en el año 961. Durante algún tiempo luchó contra el rey Harald pero se vio obligado a huir a Dinamarca y ponerse bajo la protección del rey Harald Blåtand. En Dinamarca conspiró con Harald contra el rey noruego.
Harald II fue asesinado en el año 970.  A su muerte el Jarl Håkon gobernó Noruega como regente y vasallo del rey danés Harald Blåtand, aunque en realidad disfrutaba de una total independencia de gobierno. Aliado con Harald, atacó Götaland y asesinó a su gobernante, el Jarl Ottar. 
Håkon era un devoto pagano, creía en los antiguos dioses nórdicos y cuando el rey Harald de Dinamarca intentó forzarle a que se convirtiera al Cristianismo hacia el año 975, Håkon rompió su alianza con Dinamarca. Harald envió una flota, pero la incursión fracasó, y los daneses fueron derrotados en la batalla de Hjörungavágr en el año 986.
En el año 995 se produjo una disputa entre Håkon y Olaf Tryggvason, un descendiente de Harald I de Noruega que llegó a Dinamarca. Håkon rápidamente perdió todos sus apoyos y fue asesinado por su propio esclavo, Tormod Kark mientras se ocultaba en una piara en la granja Rimul en Melhus. Sus dos hijos Eric y Sven y otros de sus partidarios huyeron y se refugiaron junto al rey de Suecia, Olaf Skötkonung. 

## Sagas

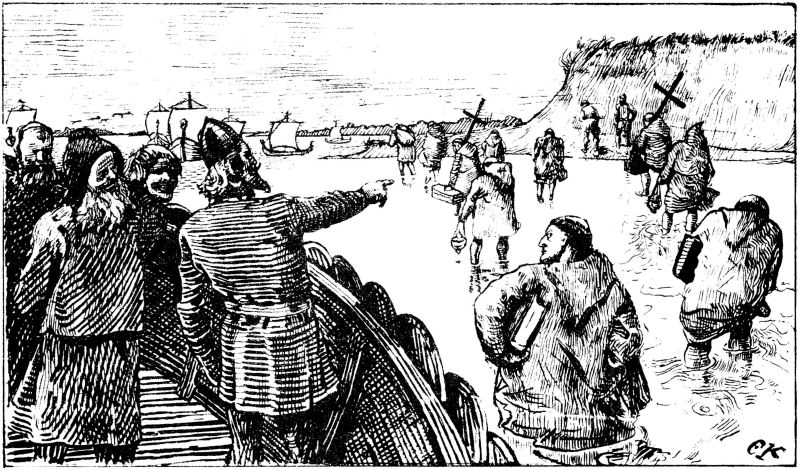
Håkon Jarl ordenando a los sacerdotes cristianos que regresen a Dinamarca, aunque sea a nado. Ilustración de Christian Krohg para Heimskringla (1899).

Mientras Heimskringla se centra más en los aspectos históricos, otras sagas nórdicas presentan un perfil humano muy acorde con su posición: un caudillo vikingo, seguro de sí mismo, generoso pero dominante y capaz de responder con contundencia, sin vacilaciones, luchar por las cosas que quiere y nada acostumbrado a ceder cuando ha tomado una determinación. En la saga Jomsvikinga y la saga de Njal son los hijos del jarl, Eric y Sveinn, quienes son más flexibles y pragmáticos frente a las decisiones de su padre, sobre todo en lo que se refiere las vidas de sus adversarios, planteando terceras vías sin necesidad de llegar a rebatir las acciones del jarl, ambos simplemente dejan en el aire su opinión y finalmente es el jarl quien cede a sus hijos tomar la decisión más óptima.

## Linaje
Genealogía de Haakon Jarl según el poema Háleygjatal (Håløygjatal) del escaldo Eyvindr skáldaspillir:
- Odín n. 215
- Sæming n. 239 (hijo legendario de Odín, rey de Asgard, y Skadi)
- Godhjalt Saemingsson n. 264
- Sverdhjalt Godhjaltsson n. 289
- Hoddbrodd Sverdhjaltsson n. 314
- Himileig Hoddbroddsson n. 339
- Vedurhals Himileigsson n. 363
- Haavard Vedurhalsson n. 388
- Godgest Haavardsson n. 413
- Hemgest Godgestsson n. 438
- Gudlaugur Hemgestsson n. 463
- Gyllaug Gudlaugsson n. 488
- Mundil Gyllaugsson n. 513
- Herse Mundilsson n. 538 (konungr)
- Brand Hersesson n. 563 (jarl)
- Brynjulf Brandsson n. 588
- Baard Brynjolfsson n. 613
- Hergils Baardsson n. 638
- Haavard herse Hergilsson n. 663
- Harald trygil Haavardsson n. 688
- Trond Haraldsson n. 712
- Harald Trondsson n. 740
- Herlaug Haraldsson n. 768
- Grjotgard Herlaugsson n. 800
- Håkon Grjotgardsson n. 838
- Sigurd Håkonsson n. 895

## Herencia
Las sagas nórdicas mencionan varios hijos, pero algunos se desconoce si son hermanos de sangre o de diferentes esposas o de concubinas:
- Erik Håkonson, vengaría a su padre en la batalla de Svolder y gobernaría Noruega con su medio hermano Sveinn Hákonarson.
- Sigrid Håkonsdatter (n. 965).
- Sigurd Håkonsson (n. 971), ilegítimo, participó en la batalla de Hjörungavágr.
- Erland Håkonsson (973 - 995), ilegítimo, murió en batalla naval contra Olaf Tryggvason.
- Erling Håkonsson (975 - 986), ilegítimo, murió sacrificado por su padre en la batalla de Hjörungavágr.
- Auður, casada con el rey de Suecia, Erico el Victorioso, según la Yngvars saga víðförla.
- Ingebjörg Håkonsdatter, esposa de Jarnskegge y madre de Ivar Hvide, jarl de Oppland.

De su relación con Thora Skagesdatter (n. 944), hija de Skage Skoftesson (n. 918), se conocen cuatro hijos:
- Sveinn Hákonarson
- Ragnhild Håkonsdatter (n. 965), casó en primeras nupcias con Skofte Skagesson (n. 950) y en segundas nupcias con Eilif Bårdsson.[11]
- Hemming Håkonsson (n. 968)
- Bergljot Håkonsdatter (n. 975), que se casó con Einar Tambarskjelve.

## Escaldos
Según la Skáldatal, Håkon tenía los siguientes escaldos (poetas cortesanos): 
- Eyvindr Finnsson
- Einarr skálaglamm
- Tindr Hallkelsson
- Skapti Þóroddsson
- Þórólfr munnr
- Eilífr Goðrúnarson
- Vigfúss Víga-Glúmsson
- Þorleifr jarlsskáld
- Hvannár-Kálfr

Según la Hallfreðar saga el poeta Hallfreðr vandræðaskáld también compuso una drápa sobre Håkon, que se ha perdido. Varias estrofas discontinuas de Hallfreðr en la Skáldskaparmál a menudo se consideran parte de ese poema perdido.